# Слупск

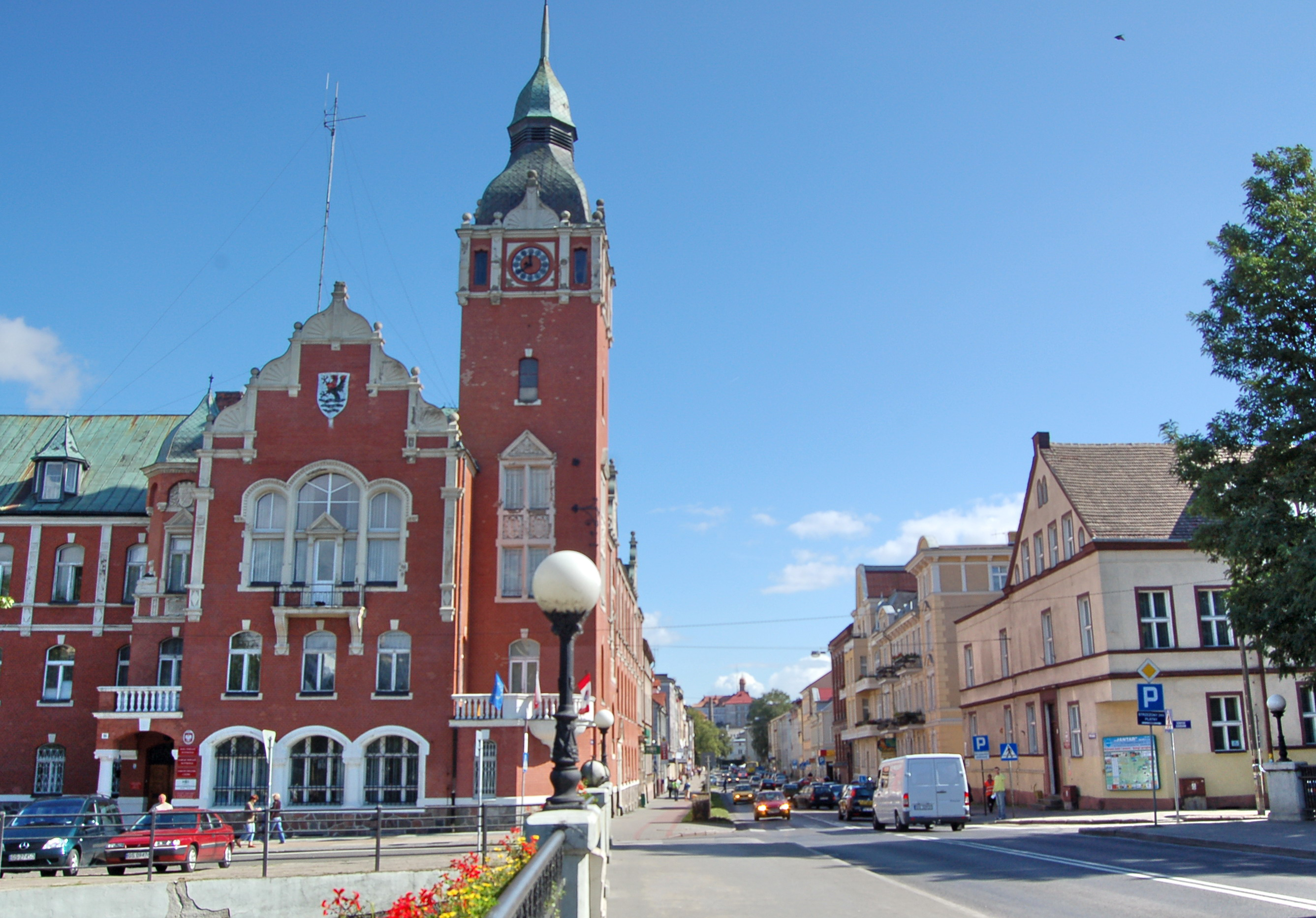
В центре Слупска

Слупск (пол. Słupsk), Штольп (нем. Stolp [ˈʃtɔlp]) — город в северной Польше, в составе Поморского воеводства. Население — 104 964 человека (2006 год).

## География
Город находится в центре туристической территории, располагающейся на Слупской равнине, Словинского побережья. Его восточная часть соединяется с Дамницкой возвышенностью. Слупск лежит на реке Слупи и простирается на её берегах с двух сторон. Неподалёку (на расстоянии 18 км) от Балтийского моря, на 54°28´ северной широты и 17°02´ восточной долготы. В 20 км от города курорта Устка, на Балтийском побережье.

## Климат
Климат Слупска морской. Среднегодовая температура около +7 °C. Среднегодовое количество осадков около 600 мм. Наиболее тёплый месяц года — июль (среднесуточная температура в июле колеблется от +11 °C до +21 °C). Наиболее холодный месяц года — февраль (средняя температура в феврале от −5 °C до 0 °C).

## Достопримечательности
- Городская ратуша (неоготический памятник с 1901 года);
- Мариацкий костёл (возведён во второй половине XIV века);
- Доминиканский костёл св. Яцека (костёл XIV века с одним нефом);
- Замок померанских герцогов (построенный в 1508 году во время владычества герцога Богуслава X), в котором находится Музей Центрального Поморья;
- Новые ворота (построены в XIV в готическом стиле);
- Амбар Рихтера (построен во второй половине XVIII века) — в настоящее время филиал Музея Центрального Поморья;
- Башня ведьм (возведена в XIV—XV веках, в XVIII была перестроена под тюрьму, в которой содержались главным образом женщины, осуждённые за колдовство);
- Поветовое староство (отдано в пользование в 1903 году для нужд тогдашнего поветового совета, ныне центральная резиденция властей земельных угодий повета);
- Городская публичная библиотека (возведённая в готическом стиле в XIV веке, ранее Костёл монастыря Норбертанок имени св. Николая);
- Больничная часовня св. Юрия (возведённая в готическом стиле в начале XV века);
- Главная почта (кирпичное неоготическое здание второй половины XIX века);
- Кирха Святого Креста конца XIX века;
- Католическая церковь Святейшего Сердца Иисуса;
- Православная церковь святых апостолов Петра и Павла.

## Экономика
С 1997 года в г. Слупске действует Слупская специальная экономическая зона. Данная зона занимает площадь более 219 га и поделена на 5 инвестиционных районов: район Слупск-Влынковко, район Редзиково, район Дебжно, район Кошалин и район Щецинек. Зоной управляет Поморское агентство регионального развития. В городе имеются все значимые банки, лизинговые товарищества и учреждения, обеспечивающие ему экономическое развитие: Слупская промышленно-торговая палата и Слупское сообщество хозяйственных инноваций и предпринимательства. Согласно действующему договору от 13 июля 2003 года г. Слупск вместе с прибалтийским г. Устка составляют одно целое — Двуградие.

## Спорт
Слупский спорт — это прежде всего баскетболисты клуба «Энергия чёрных», оспаривающие лучшие позиции в высшей лиге, футболисты «Грыф 95 Слупск», гандболистки спортивного городского клуба «Слупия», секция бадминтона клуба «Пяст», волейболистки клуба «Чёрных».

## Культура
В Слупске проходит Фестиваль польского пианистического искусства, Джаз-фестиваль им. К. Комеда, Конфронтация женского искусства, Фестиваль культуры востока «Mundus Orientalis», Schaefferiada — фестиваль посвящён музыкальному и драматическому творчеству Богуслава Шеффера, Фестиваль юных талантов «Ч. Неман нон-стоп», Международный фестиваль по спортивному бриджу «Солидарность». В Слупске действует Профессиональный новый театр, Кукольный театр «Радуга», любительский театр «Рондо», а по воскресеньям во время летних каникул проходят знаменитые ярмарки Грифитов, которые каждый раз притягивают множество местных жителей, а ещё больше туристов. Кроме того, в Музее Центрального Поморья находится крупнейшая во всём мире коллекцией работ Портретной компании писателя и художника С. И. Виткевича — «Виткация».

## Образование
Высшие учебные заведения
- Поморская Академия;
- Высшая школа Администрации хансеатик;
- Высшая школа Экономической инженерии;
- Высшая школа Предпринимательства и управления.

## Американская система ПРО
Соглашением о размещении на территории Польши ракет-перехватчиков, входящих в американскую систему ПРО, подписанным 20 августа 2008 года, предусмотрено, что эти ракеты будут размещены на базе в 5 км от Слупска в Редзиково. Строительство завершилось в 2016 году.

## Города-побратимы
- Архангельск, Россия;
- Бари, Италия;
- Бухара, Узбекистан;
- Гродно, Беларусь;
- Евпатория, Россия/Украина[5];
- Карлайл, Великобритания;
- Карташу, Португалия;
- Фленсбург, Германия;
- Устка, Польша;
- Вантаа, Финляндия;
- Вордингборг, Дания.